# Z całych sił (film)
Z całych sił (franc. De toutes mes forces) – francuski film fabularny z 2017 w reżyserii Chada Chenouga, z Khaledem Alouachem w roli głównej.

## Premiera
Film miał światową premierę 16 marca 2017 podczas festiwalu filmowego w Valenciennes we Francji. Na ekrany francuskich kin w szerokiej dystrybucji wszedł 3 maja 2017.

## Fabuła
Akcja filmu rozgrywa się we Francji w czasach współczesnych. Szesnastolatek zostaje sam po śmierci matki. Zaczyna udawać przed kolegami z paryskiego liceum, że nic się nie zmieniło, chociaż trafił do państwowej placówki wychowawczej.

## Obsada
W filmie wystąpili, m.in.:
- Khaled Alouach jako Nassim
- Yolande Moreau jako pani Cousin
- François Guignard jako Benjamin
- Jisca Kalvanda jako Zawady
- Laurent Xu jako Kevin
- Daouda Keita jako Moussa
- Aboudou Sacko jako Brahim
- Sabri Nouioua jako Ryan
- Éric Savin jako doradca edukacyjny
- Camille Japy jako matka Evy i Maxime
- Benjamin Baroche jako ojciec Evy i Maxime
- Zineb Triki jako matka Nassima

## Nagrody
- Festiwal Filmowy w Valenciennes 2017
  - Nagroda krytyków dla filmu fabularnego[4]
  - Nagroda za najlepszą interpretację męską dla Khaleda Alouacha[4]
  - Nagroda studencka dla filmu fabularnego[4]
- Giffoni Film Festival 2017
  - Gryf dla najlepszego filmu